# Triangolo d'oro (Asia)

Il triangolo d'oro

Il Triangolo d'oro è la zona montuosa compresa fra il Myanmar (ex Birmania), il Laos e la Thailandia avente una superficie di circa 390 000 km². Tra le maggiori località della zona vi sono Kengtung nella Birmania orientale, Ban Houayxay nel Laos settentrionale e Chiang Rai, Chiang Mai e Mae Hong Son nel nord della Thailandia. È la seconda area asiatica per importanza e dimensione della produzione dell'oppio dopo la zona della mezzaluna d'oro, che ha il suo centro di maggior produzione in Afghanistan. Il Triangolo d'oro ha preso questo nome perché buona parte dell'oppio da raffinare veniva acquistata nelle città di frontiera e pagata con barre d'oro. Verso la metà degli anni sessanta, nel Triangolo d'oro ebbe inizio la produzione di eroina e, a partire dagli anni novanta, alla produzione di oppio e eroina fu affiancata quella altrettanto redditizia delle metanfetamine.
La maggior parte della produzione è per tradizione concentrata in Laos e Birmania; la Thailandia ha sempre avuto una produzione limitata ma, grazie alle sue infrastrutture e ai suoi agganci con la comunità internazionale, ha monopolizzato la distribuzione nel mondo dell'eroina, che viene raffinata nei laboratori posti lungo la frontiera thailandese con Birmania e Laos.

## Storia

### Inizio della produzione di oppio
Le prime coltivazioni del papavero da oppio nella zona risalgono al XVIII secolo, l'oppio era prodotto in quantità limitate e usato inizialmente a fini terapeutici. A quel tempo la produzione ed il consumo della sostanza erano concentrati in India. Il consumo si espanse quindi in altri Paesi asiatici, soprattutto in Cina, malgrado i divieti imposti dal governo imperiale. La Compagnia britannica delle Indie orientali si assicurò buona parte del traffico di oppio verso la Cina soprattutto dopo le guerre dell'oppio del XIX secolo.

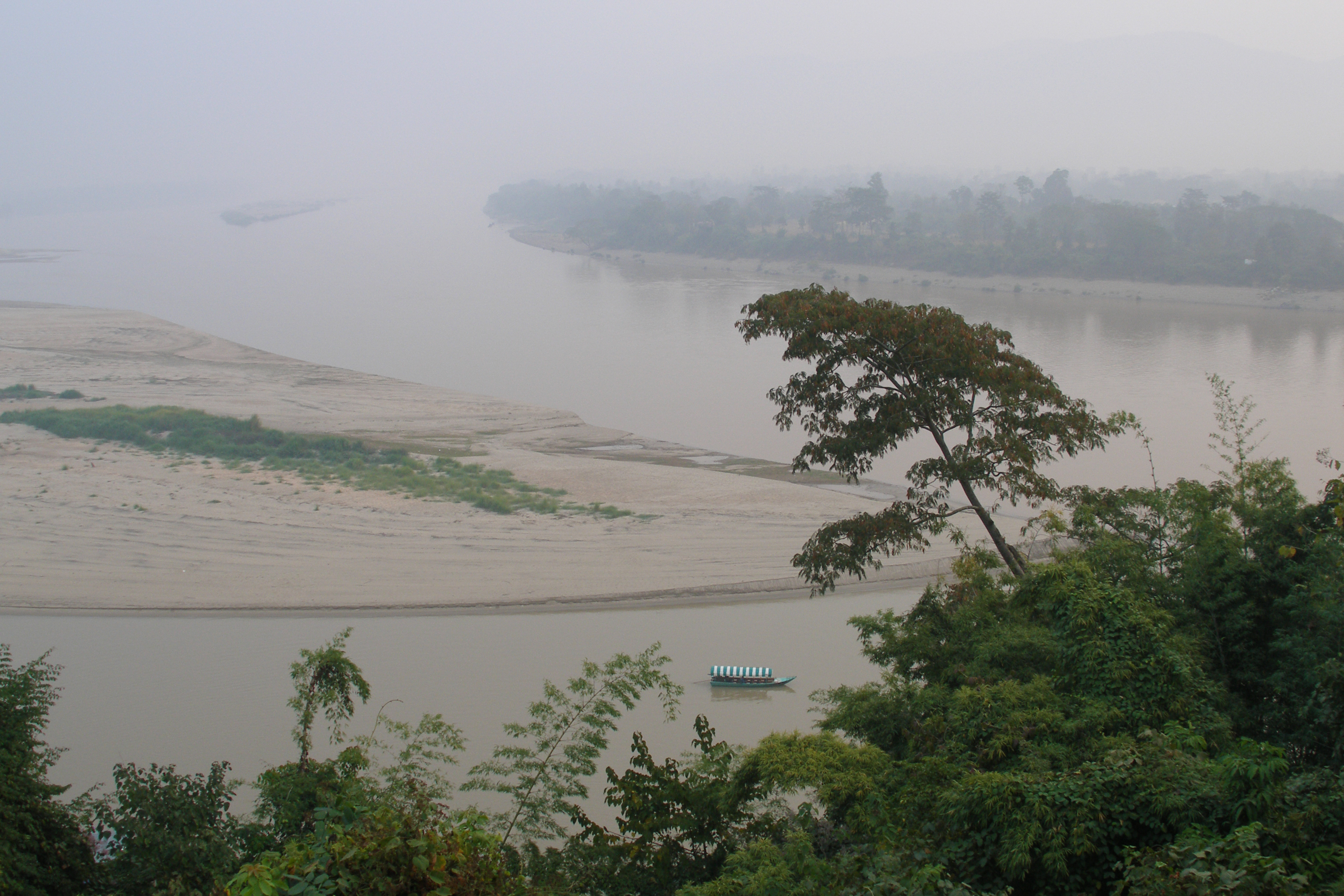
Triangolo d'oro

Anche in Siam, l'odierna Thailandia, che non fu mai colonizzato, i locali monarchi ne proibirono il consumo già nel 1811, e nel 1839 introdussero la pena di morte per chi infrangesse il divieto. La Compagnia britannica delle Indie orientali approfittò dell'ascendente che aveva presso i thai e nel 1852 convinse re Mongkut a legalizzarne il commercio, il cui monopolio era del governo e la produzione affidata a privati. A fine secolo, i proventi dal commercio dell'oppio arrivarono ad essere oltre il 40% delle entrate governative. La produzione siamese fu fino agli anni quaranta del Novecento molto limitata e buona parte della sostanza veniva importata dall'India britannica. Nel 1821, i consumatori siamesi di oppio erano oltre 200 000.
La Cina ridusse l'importazione di oppio dagli occidentali alla fine dell'Ottocento, iniziando a produrlo in Sichuan e soprattutto nello Yunnan, in prossimità della zona che sarebbe diventata famosa come triangolo d'oro. Nello stesso periodo, i colonialisti dell'Indocina francese ne iniziarono una limitata produzione nel nord del Laos e del Vietnam affidandola alle minoranze etniche delle tribù di montagna. I francesi istituirono quindi il monopolio con la creazione della Régie de l'Opium, i cui introiti in breve tempo costituirono la metà delle entrate dell'Indocina francese grazie al dilagare del consumo da parte dei molti cinesi residenti in Vietnam. La maggior parte della sostanza veniva acquistata in Afghanistan e in India.
In Birmania la produzione di oppio attorno alla metà dell'Ottocento era molto limitata e concentrata nei territori a est del fiume Saluen, l'odierna parte orientale dello Stato Shan Fu enormemente aumentata dopo che nel 1886 il Paese cadde sotto il controllo dei britannici, che stimolarono l'aumento della produzione e ne codificarono il controllo con l'Opium Act del 1910.

### Aumento di produzione e traffici
Prima della seconda guerra mondiale, i governi del Sud-est asiatico avevano il monopolio per la produzione e distribuzione dell'oppio nel proprio Paese. Il consumo era legale e ai privati ne era vietata la vendita. I consumatori erano relativamente pochi, in prevalenza immigrati cinesi che avevano portato con sé l'abitudine presa nel Paese natio, dove invece stava da lungo tempo dilagando, nonché molti coltivatori di oppio delle tribù di montagna, che ne divennero dipendenti causando non indifferenti problemi alle famiglie e alle comunità in cui vivevano. I francesi intensificarono la produzione in Laos e Vietnam nel dopoguerra, riducendo sensibilmente l'importazione da India e Afghanistan.

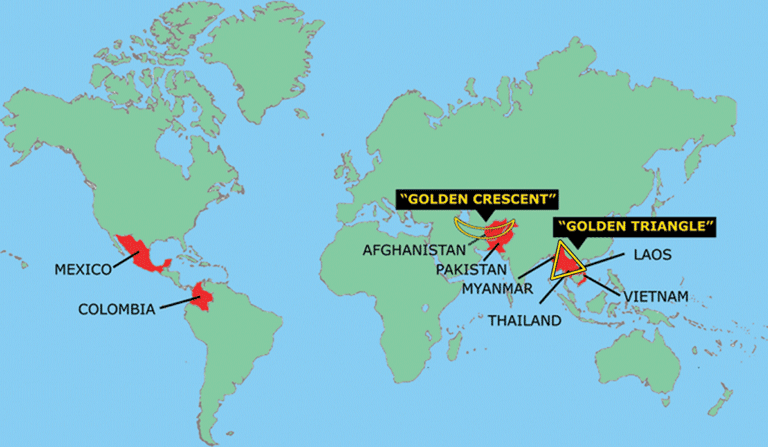
Le maggiori aree di coltivazione di oppio al mondo

Con la sconfitta nel 1949 dei nazionalisti cinesi di Chiang Kai-shek da parte dei comunisti di Mao Zedong, fuggitivi del Kuomintang (KMT) guidati dal generale Li Wen-huan invasero gli Stati Shan nella zona del triangolo d'oro, approfittando dell'isolamento di quest'area rispetto al resto della Birmania. Con la copertura della CIA, crearono gravi disagi alla popolazione ed arrivarono a prendere il controllo del 90% della produzione di oppio nella zona, che fecero crescere enormemente. Le devastazioni che operarono ebbero fine dopo qualche anno quando furono espulsi, ma continuarono ad operare nel trasporto, raffineria e distribuzione dell'oppio dai villaggi di frontiera, tassando i coltivatori e i piccoli produttori indipendenti. La produzione nello Stato Shan continuò ad aumentare, anche per l'estrema povertà a cui erano costretti i suoi abitanti dal malgoverno dell'Unione di Birmania, che aveva ottenuto l'indipendenza dai britannici nel 1948.
Fino ad allora, a fare uso di oppio nella zona era stata in prevalenza la folta comunità cinese, i cui membri iniziarono a contrabbandarlo. Altri gruppi che esercitarono nella zona birmana il controllo sull'oppio del triangolo d'oro furono quelli formati dai separatisti delle minoranze etniche della regione, in particolare gli shan, i kokang e i wa, che finanziarono la guerriglia basandosi soprattutto sulla tassazione dei produttori e trafficanti dei derivati dell'oppio. La situazione si rese ancora più drammatica con la formazione di nuovi piccoli eserciti da parte di locali signori della guerra, che si arricchirono assumendo il controllo di buona parte del traffico. Il principale di questi trafficanti fu il cinese-shan Khun Sa, a capo di una propria milizia collegata all'esercito birmano dal quale ruppe i rapporti nel 1964 creando un proprio feudo nello Stato Wa al confine con la Cina e rafforzandosi negli anni successivi. Nel 1967 sfidò le truppe del Kuomintang organizzando una carovana che trasportava sedici tonnellate di oppio in Laos, rifiutando di pagare la tangente dovuta per il passaggio. Il conflitto tra il KMT e le forze di Khun Sa ebbe fine con il violento intervento armato delle truppe regolari laotiane comandate dal generale Ouane Rattikone, che già da qualche anno controllava il traffico di oppio nel versante laotiano del Triangolo d'oro. Il generale Rattikone si appropriò del carico e prese il controllo anche della maggior parte dei traffici gestiti dal KMT nella zona.
Dopo la sconfitta subita e le ingenti perdite di uomini e denaro, Khun Sa cercò di riorganizzarsi mettendosi in contatto con i capi di diversi gruppi di ribelli shan ma fu intercettato dal governo birmano che lo fece catturare e imprigionare. Tornato in libertà nel 1974, ricostruì il proprio impero riprendendo il controllo del territorio, delle truppe e dei traffici che erano stati suoi. Si stima che nel 1977 abbia venduto una quantità di oppio ed eroina tale da soddisfare per un anno il fabbisogno dell'intero mercato statunitense, e che nel 1996, anno in cui si arrese al governo birmano, il suo esercito contasse su 10.000 unità.

### Eroina

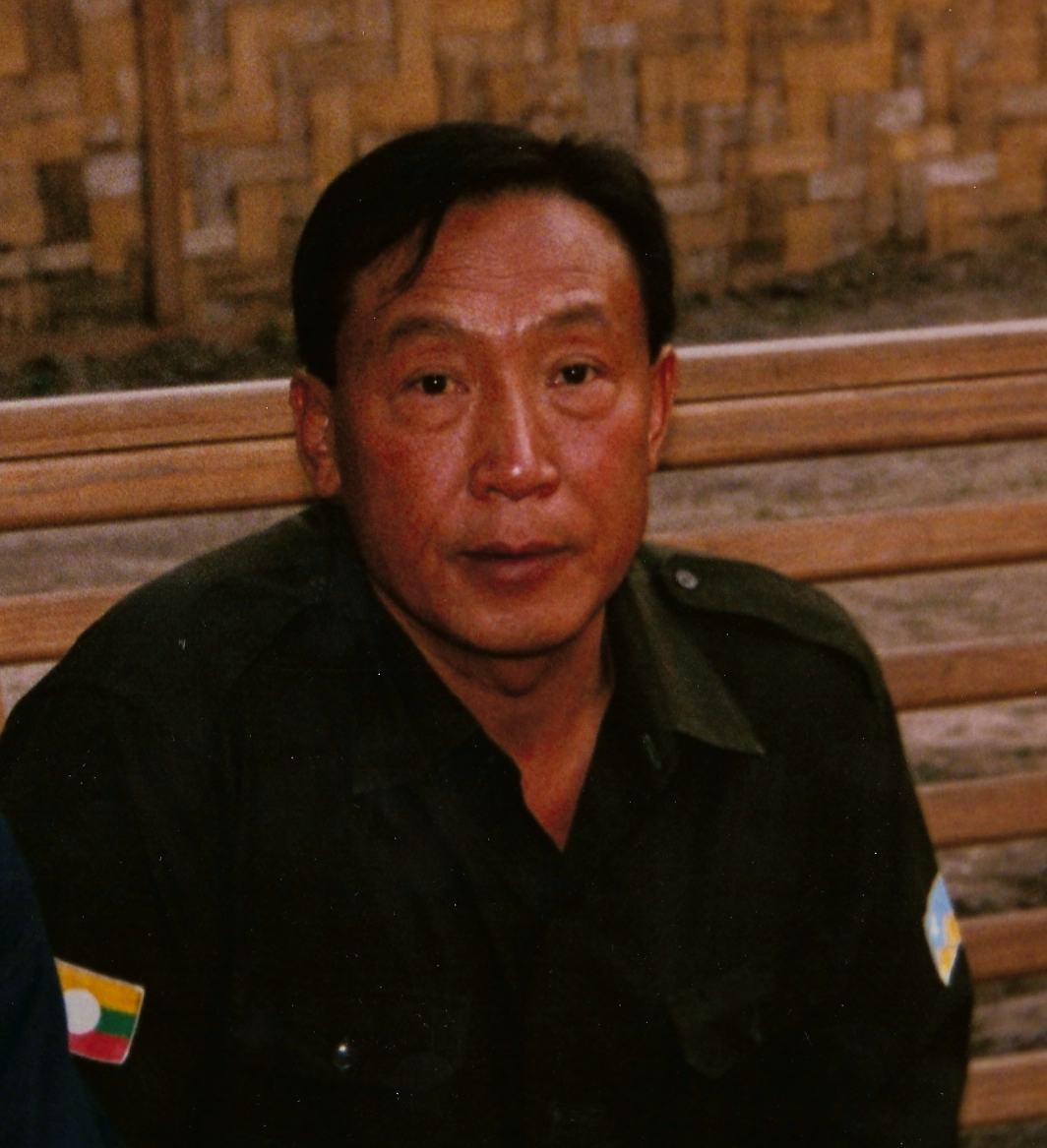
Chang Shee-Fu, detto "Khun Sa".

La produzione di eroina nella zona ebbe inizio verso la metà degli anni sessanta sulle colline che circondano la cittadina laotiana di Ban Houayxay, a pochi chilometri dal punto in cui si incontrano le frontiere di Laos, Birmania e Thailandia. Nel giro di pochi anni altri laboratori di raffinazione furono aperti lungo le frontiere thai-laotiane e thai-birmane. Verso la fine del decennio, chimici della disciolta Banda Verde, la Triade più potente di Shanghai legata al Kuomintang e rifugiatasi a Hong Kong dopo la rivoluzione maoista, inaugurarono lungo la frontiera thai-birmana il primo laboratorio della potente e sofisticata eroina bianca numero 4, introducendo la tecnologia che rese il triangolo d'oro la più grande zona di produzione di eroina al mondo. Nei decenni successivi, l'eroina bianca fu prodotta esclusivamente nel triangolo d'oro, mentre altri Paesi si limitarono a produrre la più grezza eroina base, la cosiddetta brown sugar.
All'epoca, gran parte dell'eroina raffinata nel triangolo d'oro era destinata ad Hong Kong, dove giungeva prevalentemente via mare partendo da Bangkok: secondo stime ufficiali, su una popolazione di quattro milioni di abitanti, nel 1970 Hong Kong contava 100.000 tossicodipendenti. In quegli anni le organizzazioni criminali di Hong Kong, in gran parte di etnia Chaozhou con ramificazioni in tutto il Sud-est asiatico, furono tra le più attive nel contrabbando di oppio ed eroina verso la Cina, anche dopo che nel 1997 i britannici restituirono la colonia ai cinesi. La produzione ebbe nuovo slancio quando anche gli occidentali iniziarono a consumare massicciamente gli oppiacei, in particolare l'eroina. Tra i primi vi furono molti soldati statunitensi di stanza in Sud-est asiatico per combattere nella guerra del Vietnam (1955-1975), attratti dal basso prezzo e dalla buona qualità dell'eroina della regione rispetto a quella prodotta in Messico. Dopo il conflitto, le esportazioni verso gli Stati Uniti aumentarono progressivamente. In breve, dal Sud-est asiatico, l'eroina dilagò anche nell'Europa occidentale, principalmente attraverso il porto e l'aeroporto di Amsterdam, città dove era presente una numerosa comunità cinese attiva soprattutto nel settore della ristorazione; un'approssimativa stima del 1989 riporta che il giro d'affari legato all'eroina era di 39 miliardi di dollari in Europa e di 28 miliardi negli Stati Uniti.

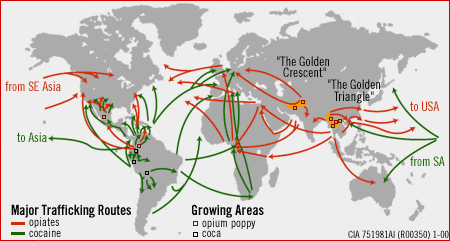
Mappa della CIA sul traffico mondiale di cocaina e oppiacei. Le linee rosse riguardano i traffici di oppiacei e i quadratini rossi le aree di coltivazione del papavero da oppio

Fra le organizzazioni che inizialmente controllarono negli Stati Uniti il traffico di eroina proveniente dal triangolo d'oro vi furono le triadi cinesi di Hong Kong e i tong sino-americani, mentre in Europa si affermarono gruppi di immigrati provenienti dai Paesi produttori o da Paesi dove l'eroina transitava. Secondo quanto emerse dall'inchiesta che portò al Maxiprocesso di Palermo, verso la fine degli anni settanta si mise in luce la mafia siciliana e italo-americana, che per qualche anno controllò buona parte del traffico in entrambe le sponde dell'Oceano Atlantico: il mediatore tra l'organizzazione di Khun Sa e i mafiosi italiani fu il singaporiano Koh Bak Kin, che divenne il principale fornitore di eroina alle cosche siciliane e alla Banda della Magliana; arrestato in Thailandia, nel 1983 Kin inizierà a collaborare con il giudice Giovanni Falcone e farà incriminare i suoi complici siciliani e romani.
Negli anni a cavallo del 1980, con il progressivo dilagare dell'eroina in Occidente, una prolungata siccità nel triangolo d'oro determinò un sensibile calo della produzione e in quel periodo per la prima volta le esportazioni di eroina proveniente dai Paesi della mezzaluna d'oro (Afghanistan, Iran, Pakistan) superarono quelle del Sud-est asiatico: lungo tale rotta erano attive altre organizzazioni criminali tra cui la mafia turca, quella bulgara e quella albanese, che facevano da ponte tra il Medio Oriente e l'Europa occidentale. A partire dal 1990, la produzione di oppio nel triangolo d'oro superò definitivamente quella in Afghanistan e ormai il 45% dell'eroina che arrivava negli Stati Uniti proveniva dal Sud-est asiatico.
Dopo il cessate il fuoco del 1989 tra il governo birmano e l'Esercito dello Stato Wa unito e la cattura nel 1996 di Khun Sa, la produzione di eroina in Birmania si spostò dai villaggi alla frontiera con la Thailandia a quelli alla frontiera con la Cina, più a nord. Fra i fattori che portarono al calo di produzione vi furono le pressioni della comunità internazionale e delle autorità antidroga statunitensi, con il conseguente calo al 7% dell'eroina che giungeva dal triangolo d'oro a partire dalla fine degli anni novanta. Da Taiwan, dove già da lungo tempo molti abitanti facevano uso di oppio, dal 1998 furono organizzati importanti traffici tra il Sud-est asiatico e i mercati americani, australiani e giapponesi.

### Metanfetaminayaa baa
La produzione della metanfetamina nota come ya baa, termine thai che significa farmaco matto, ebbe inizio a Bangkok negli anni settanta e il governo thai la proibì solo nei primi anni novanta. Fu quindi prodotta di nascosto per alcuni anni in alcuni laboratori nella zona montana a nord del Paese. Nel 1996, alcune raffinerie di eroina del territorio sotto il controllo degli wa, nel nord-est dello Stato Shan e lungo la frontiera con la Cina, iniziarono a produrre la yaa baa. I governanti del de facto indipendente Stato Wa, non riconosciuto dal governo birmano, acconsentirono all'insediamento di laboratori per la sua produzione perché le finanze statali erano in crisi dopo anni di scontri con le truppe di Khun Sa e per il divieto imposto dai cinesi di esportare in Cina l'eroina. Tradizionalmente soggetti all'influenza dei governanti cinesi, gli wa interruppero l'esportazione di eroina in Cina e preferirono saturare il mercato thailandese di yaa baa.
Le pillole furono inizialmente prodotte solo per il mercato thailandese e, malgrado il governo Wa le avesse dichiarate illegali nel 1999, l'Ufficio del governo thailandese per il controllo dei narcotici ha calcolato che nel 2001 circa 300 milioni di yaa baa provenienti dalla Birmania entrarono in Thailandia. La produzione conobbe un progressivo aumento, secondo una stima del Dipartimento di Stato degli Stati Uniti d'America, nel 2001 la Birmania produsse 800 milioni di yaa baa. Secondo altre stime, nei primi anni del millennio questo nuovo mercato rese agli wa cinque volte più di quanto rendesse l'eroina, la cui produzione nello Stato Wa subì una drastica riduzione. Il fenomeno del contrabbando della yaa baa si è esteso su scala internazionale, negli Stati Uniti ha assunto proporzioni tali da spingere le autorità locali a inviare alle frontiere di Birmania, Laos e Thailandia agenti della Drug Enforcement Administration.

### Sviluppi recenti
Nei primi anni del XXI secolo, anche i laboratori afghani hanno cominciato a produrre eroina bianca, ma con procedimenti diversi da quelli impiegati nel Sud-est asiatico. Secondo una stima pubblicata nel marzo 2015 e condotta dall'Ufficio per le droghe e i crimini dell'ONU, pur rimanendo inferiore alla produzione afghana, la produzione di oppio del triangolo d'oro tornò ad aumentare e si triplicò tra il 2006 e il 2014, con un totale di 762 tonnellate nel 2014. Secondo questa stima, il contrabbando di droga nella regione ebbe in quel periodo un volume di affari di circa 16,3 miliardi di dollari. Tale crescita fu dovuta al miglioramento delle infrastrutture dei trasporti nella regione e all'aumento degli eroinomani nei Paesi circostanti.

### Tentativi di sradicare i traffici
Malgrado l'eroina sia stata dichiarata illegale, i governi di Birmania, Laos e Thailandia hanno fatto poco per contrastarne i traffici. Molti sono stati i massimi dirigenti dell'amministrazione e dell'esercito che si sono fatti corrompere e hanno collaborato con chi ha gestito la produzione, la vendita e la distribuzione dell'oppio e dei suoi derivati. Agli inizi degli anni novanta, la politica governativa di sopprimere la produzione di oppio ebbe successo in Thailandia, dove si è comunque continuato a distribuire la droga proveniente da Laos e Birmania. Nel 1996 si costituì alle autorità birmane Khun Sa, il locale signore della guerra che con il proprio esercito aveva monopolizzato buona parte dei traffici frontalieri.
Spesso si è pianificato di stroncare il traffico proibendo ai contadini del triangolo d'oro di coltivare l'oppio, nonostante si tratti della loro principale fonte di reddito. Malgrado la scarsità dei controlli governativi e la corruzione degli incaricati a tali controlli, la produzione e il commercio dell'oppio nel triangolo d'oro diminuirono verso la fine degli anni novanta. La lotta alle droghe promossa dal governo del primo ministro thailandese Thaksin Shinawatra nel 2003, nel periodo in cui il consumo nel Paese della yaa baa stava dilagando, portò all'assassinio extragiudiziale di circa 2 800 persone.
Le forze dell'ordine thailandesi hanno bloccato la maggior parte del contrabbando lungo la frontiera tra Birmania e Thailandia, ma i birmani hanno continuato a fornire la Thailandia passando attraverso il Laos. La lunghezza della frontiera tra Thailandia e Laos e il fatto che i contrabbandieri agiscano soprattutto di notte, rende possibili gli intercettamenti quasi solo con l'aiuto di informatori. Da molti anni la polizia thailandese è assistita nella sua lotta contro il contrabbando di droghe del triangolo d'oro da agenti della DEA statunitense. Molti abitanti del Sud-est asiatico sono stati incarcerati solo per il fatto di essere consumatori di droghe. Il nuovo aumento della produzione verificatosi nel Triangolo d'oro a partire dai primi anni del XXI secolo, ha spinto i governi dei Paesi interessati a prendere nuove iniziative tese a sradicare il fenomeno.